# Fontenoy (Clavier)
Pour les articles homonymes, voir Fontenoy.
Fontenoy est un hameau belge de la commune de Clavier situé en Région wallonne dans le sud-ouest du Condroz liégeois.
Avant la fusion des communes de 1977, Fontenoy faisait partie de la commune de Bois-et-Borsu.

## Situation
Fontenoy est un hameau du Condroz situé dans la prolongation sud-ouest du hameau d'Odet en direction du village de Verlée (province de Namur). Le hameau est traversé en son centre par le ruisseau de Fontenoy, un petit affluent du Hoyoux, qui coule à une altitude avoisinant les 260 m. Le hameau est entouré de prairies et de champs cultivés.

## Description
Il s'agit d'un hameau rural se composant d'une demi-douzaine de fermes et fermettes souvent bâties en pierre calcaire et datant du XVIIIe siècle et du XIXe siècle. Cinq d'entre elles sont reprises à l'inventaire du patrimoine culturel immobilier de la Wallonie.